# ویت مین

پرچم ویت مین

ویت مین اتحاد استقلال خواهانهٔ ملی بود که در تاریخ ۱۹ مه ۱۹۴۱ در دهکدهٔ پاک بوی ویتنام تشکیل شد. ویت مین در اصل برای استقلال ویتنام از فرانسه شکل گرفت. هنگامی که ژاپنی‌ها ویتنام را اشغال کردند ویت مین با پشتیبانی ایالات متحده و جمهوری چین به نبرد با ژاپن پرداخت. پس از جنگ جهانی دوم و اشغال دوبارهٔ ویتنام به وسیلهٔ فرانسه ویت مین دوباره به نبرد با فرانسوی‌ها پرداخت و بعداً در جنگ ویتنام به جنگ با ویتنام جنوبی و ایالات متحده پرداخت.